# 日下幸男
日下 幸男（くさか ゆきお、1949年 - ）は、日本の国文学者、龍谷大学名誉教授。専門は近世文学、特に近世和歌。

## 略歴
大阪府生まれ。1971年龍谷大学文学部国文科卒、1998年大阪府立大学大学院博士後期課程修了、「近世古今伝授史の研究」で学術博士。大阪市立淀商業高等学校教諭など高校教師を務めたのち、2002年龍谷大学文学部教授。2017年定年退職、名誉教授。

## 著書
- 『近世古今伝授史の研究 地下篇』新典社研究叢書 1998年10月。ISBN 478794116X
- 『中院通勝の研究 年譜稿篇・歌集歌論篇』勉誠出版 2013年10月。ISBN 978-4585290568
- 『後水尾院の研究 研究編・資料編・年譜稿』勉誠出版 2017年2月。ISBN 978-4585291411

### 共編著・校注
- 『細川幽斎聞書』和泉書院影印叢刊 1989年12月。ISBN 4870883937
- 『近世初期聖護院門跡の文事』東京: 日下幸男、1992年11月。全国書誌番号:93023404、NCID BN09018474。
- 「後水尾院歌壇の源語注釈」『源氏物語古注釈の世界 : 写本から版本へ』実践女子大学文芸資料研究所（編）、汲古書院〈実践女子大学文芸資料研究所叢書〉、1994年3月。ISBN 4762932973
- 『中野本・宣長本刊記集成』京都: 龍谷大学文学部日下研究室、2004年2月。全国書誌番号:20578961、NCID BA67630166。
- 『伊勢物語古注釈大成（1 - 5巻）』片桐洋一ほか（編）、笠間書院、2004年10月 - 。NCID BA69679086
- 『近世仏書版本の研究』京都: 龍谷大学文学部日下研究室、2005年2月。全国書誌番号:20772379、NCID BA73620054。
- 『歌論歌学集成 第14巻』上野洋三,神作研一共校注 三弥井書店 2005年12月。ISBN 4838231075
- 『近世国書板本の研究』京都: 龍谷大学文学部日下研究室、2006年3月。全国書誌番号:21051372、NCID BA80129169。
- 『歌のこころひとの心: 『古今和歌集』編纂千百年『新古今和歌集』編纂八百年記念出版』大学コンソーシアム京都〈京都アカデミア叢書〉、2006年11月。ISBN 4990228030
- 『文庫及び書肆の研究』京都: 龍谷大学文学部日下研究室、2008年3月。全国書誌番号:21411224、NCID BA85760185。
- 『中世近世和歌文芸論集』（編）龍谷叢書 思文閣出版 2008年12月。ISBN 978-4784214464
- 『類題和歌集』編 和泉書院 2010年12月。ISBN 978-4757605701
- 『季吟筆土佐日記之抄「影印」』京都: 龍谷大学文学部日下研究室、2012年3月。全国書誌番号:22068616、NCID BB08988903。
- 『菅原智洞集』京都: 龍谷大学文学部日下研究室、2015年3月。全国書誌番号:22548902、NCID BB18684009。
- 『近世絵本影印集』京都: 龍谷大学文学部日本語日本文学科日下幸男研究室、2016年3月。全国書誌番号:22750190、NCID BB21354476。

## 論文
- 平田厚志, 大取一馬, 日下幸男[他]「寛永期における政治・宗教・文化(共同研究)」『竜谷大学仏教文化研究所紀要』第29号、龍谷大学、1990年12月、125-138頁、ISSN 02895544、NAID 110009558154。
- 日下幸男「後水尾院の文事」『国文学論叢』第38号、竜谷大学国文学会出版部、1993年2月、20-39頁、ISSN 02887770、NAID 40001366027。
- 中西健治, 日下幸男「良玄家集初稿本と弄璞集について」『相愛大学研究論集』第12巻第1号、相愛大学、1995年12月、198-135頁、ISSN 09103538、NAID 120005570767。
- 日下幸男「江戸時代板本板元の総合的研究」『竜谷大学仏教文化研究所紀要』第43巻、龍谷大学佛教文化研究所、2004年、64-70頁、ISSN 02895544、NAID 110004635093。
- 大取一馬, 日下幸男, 岩井宏子「龍谷大学図書館蔵『太平記』の研究」『龍谷大学仏教文化研究所紀要』第45巻、龍谷大学佛教文化研究所、2006年、16-48頁、ISSN 02895544、NAID 110006607781。
- 日下幸男「資料紹介 宣長の宮地春樹宛書状について」『國文學論叢』第51巻、龍谷大學國文學會、2006年2月、59-63頁、ISSN 02887770、NAID 110006199193。
- 日下幸男「今枝直方年譜稿」『龍谷大學論集』第474/475号、龍谷学会、2010年1月、479頁、ISSN 02876000、NAID 110008722308。
- 日下幸男「久世家文書と古今伝授 (シンポジウム報告 近世の公家文書と学芸)」『調査研究報告』第32号、人間文化研究機構国文学研究資料館、2011年、5-11頁、doi:10.24619/00001095、ISSN 0289-0410、NAID 120005722146。
- 日下幸男「飛鳥井雅康自筆『瓦礫 明応四年』について」『龍谷大學論集』第478号、龍谷学会、2011年10月、129頁、ISSN 02876000、NAID 110009103224。
- 日下幸男「有賀長伯判歌合〈翻刻〉(上)」『國文學論叢』第58巻、龍谷大學國文學會、2013年2月、80-89頁、ISSN 0288-7770、NAID 110009581308。
- 日下幸男「有賀長伯判歌合〈翻刻〉(下)」『國文學論叢』第59巻、龍谷大學國文學會、2014年2月、7-70頁、ISSN 0288-7770、NAID 40020012118。
- 日下幸男「羽前米沢藩上杉定勝の文事」『國文學論叢』第60巻、龍谷大學國文學會、2015年2月、62-85頁、ISSN 0288-7770、NAID 110009889936。
- 「日下幸男教授 著述目録 (日下幸男教授退職記念号)」『國文學論叢』第62巻、龍谷大學國文學會、2017年2月、巻頭5-13、ISSN 0288-7770、NAID 40021113361。